# ミライカナイ (漫画)
『ミライカナイ』は、永緒ウカによる日本の4コマ漫画。『まんがホーム』（芳文社）2009年10月号より2011年7月号まで連載。タイトルは「未来」と南西諸島における理想郷「ニライカナイ」の掛け言葉である。
未来からやってきた美女と、彼女と同居することになってしまった男子高校生を描く、SFラブコメ作品。

## 登場人物
フェイ
「過去の文明や人間の思考の観察」と称してタイムスリップしてきた美女。乗ってきたタイムマシンの故障でマシンごと空から落下してしまい、落下したアパートの部屋で出会った高校生・ヒロシを「観察対象者」に登録した上で彼の部屋に居候することに。「彼の親類」として高校にも通うようになった。なおタイムマシンは修理して現状はいつでも未来にも戻れる状態だが、ヒロシにはあえてそれを隠している。
年齢は不詳だが、20代以上と思われる（ヒロシより上なのは確実）。
プロポーション抜群で、胸の谷間が空いている「未来服」を好んで着る。
性格はちょっとワガママ、かつ奔放。弱点はカナヅチなところ。
宮野 博（みやの ひろし）
作中では「ヒロシ」と表記。フェイと同居することとなった男子高校生。16歳。
学者として世界を飛び回る両親と離れ、アパートで一人暮らしをしている。
ムー
フェイの家でメイドをしていた少女。彼女を追って未来からやってきて、結局フェイ・ヒロシと3人暮らしをすることとなった。
家事全般が得意で、近所の主婦からはアイドル扱いされている。金銭感覚に疎く、料理用の食材費はバカにならない。
因幡 りお（いなば りお）
ヒロシのクラスメート。彼に気がある。フェイとも仲良くなるが、グラマーな体型にはちょっと嫉妬している。
宮野夫妻
ヒロシの両親。
父は学者の割には砕けた性格で、フェイとの初対面時も「ジョ○ー・デップです」と自己紹介するほど。
母も夫に似たような性格で、夫妻ともどもフェイを信用している。なお母は息子を「ヒーくん」と呼んでおり、それをフェイに知られるとネタにしてからかっていた。

## 書誌情報
まんがタイムコミックスで第1巻まで刊行されている。
- 第1巻（2010年12月22日発行）ISBN 978-4832269170